# Falsistrellus tasmaniensis
Falsistrellus tasmaniensis (Gould, 1858) è un pipistrello della famiglia dei Vespertilionidi diffuso in Australia.

## Descrizione

### Dimensioni
Pipistrello di medie dimensioni, con la lunghezza della testa e del corpo tra 55 e 70 mm, la lunghezza dell'avambraccio tra 48 e 54 mm, la lunghezza della coda tra 40 e 51 mm, la lunghezza delle orecchie tra 14 e 19 mm e un peso fino a 26 g.

### Aspetto
Il corpo è robusto. Le parti dorsali sono bruno-rossastre, mentre le parti ventrali sono più chiare. Il muso davanti alle orecchie è privo di peli ed è marrone chiaro. Le ali, le labbra, gli avambracci e i piedi sono nerastri. Le orecchie sono marroni chiare, lunghe, strette, con l'estremità arrotondata e un incavo a circa metà del bordo posteriore. Il trago è lungo, sottile e curvato in avanti. La coda è lunga e inclusa completamente nell'ampio uropatagio.

## Biologia

### Comportamento
Si rifugia in cavità di alberi di Eucalipto e negli edifici.

### Alimentazione
Si nutre di insetti.

## Distribuzione e habitat
Questa specie è diffusa nel Queensland sud-orientale, Nuovo Galles del Sud orientale, stato di Victoria, Australia meridionale sud-orientale e sull'isola di Tasmania.
vive nelle foreste umide e mature fino a 1.500 metri di altitudine.

## Conservazione
La IUCN Red List, considerato il vasto areale, la popolazione probabilmente numerosa e la presenza in diverse aree protette, classifica F.tasmaniensis come specie a rischio minimo (Least Concern).